# Diagramme de Gabrielli-von Kármán
Le diagramme de Gabrielli – von Kármán est un diagramme qui permet de comparer l’efficacité énergétique dans les transports.
Ces graphiques furent développés en 1950 par Theodore von Kármán et Giuseppe Gabrielli dans leur article relatif à l'efficacité des différents moyens de transport,,.

## Définition

### Préambule
L'énergie mécanique (ou travail) résulte de l’application d’une force sur une certaine distance. En pratique, on multiplie la force par la distance pour obtenir l'énergie. Aussi la division de cette énergie par cette distance (comme dans le cas des kWh/100 km) est-elle équivalente à une force, à savoir une force de résistance à l'avancement. En ce qui concerne les unités, cette division d'une énergie par une distance équivaut à au rapport d'une puissance par une vitesse.
À titre d'exemple, la consommation d'une petite voiture électrique qui s'élèverait à 15 kWh/100 km équivaudrait ainsi à une force de 540 newtons.

### Définition
Le diagramme de Gabrielli – von Kármán représente la résistance spécifique (notée {\displaystyle \epsilon }, la lettre grecque epsilon pour « efficacité ») en fonction de la vitesse {\displaystyle v} du véhicule et de son poids (qui est le produit de la masse {\displaystyle M} par la pesanteur {\displaystyle g}).
Gabrielli et von Kármán ont défini la résistance spécifique du véhicule comme le rapport de la puissance maximale {\displaystyle P_{max}} sur le poids {\displaystyle M\cdot g} du véhicule (avec sa charge) multiplié par sa vitesse maximale : {\displaystyle V_{max}} :
{\displaystyle \epsilon ={\frac {P_{max}}{M\cdot g\cdot V_{max}}}}
Cette dernière équation peut être réécrite selon {\displaystyle \epsilon ={\frac {\frac {P_{max}}{V_{max}}}{M\cdot g}}}. Comme d'après le préambule {\displaystyle {\frac {P_{max}}{V_{max}}}} est égal à une force de frottement {\displaystyle R_{Vmax}}, il vient :
{\displaystyle \epsilon ={\frac {R_{Vmax}}{M\cdot g}}}
La force de frottement ayant la même unité que le poids, il s'ensuit que la résistance spécifique est adimensionnelle. La résistance spécifique prise en compte par Gabrielli et von Kármán (specific tractive force) est donc le rapport de la force de frottement à la vitesse maximale {\displaystyle R_{Vmax}} (égale à la force tractrice ou la poussée) au poids {\displaystyle M\cdot g} du véhicule.

### Applications plus spécifiques
En architecture navale, on peut écrire {\displaystyle \epsilon ={\frac {R_{Vmax}}{\Delta }}}, où {\displaystyle R_{Vmax}} est la traînée et {\displaystyle \Delta =M\cdot g} est le déplacement en charge du navire.
En aviation, on utilise souvent l'inverse de {\displaystyle \epsilon }, que l'on appelle la finesse. Cette finesse vaut : Portance / Traînée. À la vitesse maximale, elle vaut {\displaystyle {\frac {M\cdot g}{R_{Vmax}}}}, où {\displaystyle M\cdot g} est le poids (et donc la portance) et {\displaystyle R_{Vmax}} la traînée.

## Limitations
Ce diagramme repose sur le poids, la puissance maximale installée et la vitesse maximale du moyen de transport. Il ne tient pas compte :
- du pourcentage de puissance (MCR, maximum continuous rating) appliqué en régime de croisière ;
- du rendement global de propulsion (OPC, overall propulsive coefficient), rendements du moteur, de la transmission et de la propulsion ;
- du rapport de la masse marchande sur la masse totale, ces données étant généralement inconnues des auteurs[6] ;
- de l'énergie grise incluse dans l'infrastructure de transport (ports, aéroports, voies ferrées/gares, routes) et dans le cycle de vie du véhicule (fabrication, entretien, démolition/récupération).

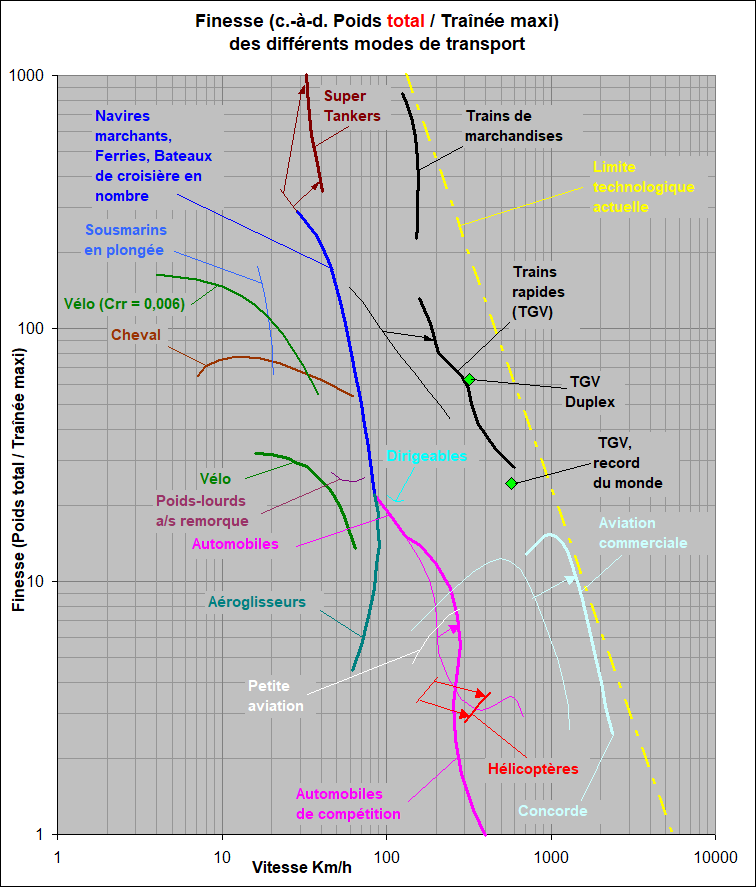
Diagramme de Gabrielli-von Kármán, où est remplacé par son inverse, la finesse L/D.

Il manque donc au travail de collecte de données par Gabrielli et von Kármán une évaluation efficace de l'énergie nécessaire pour déplacer le véhicule lui-même et de l'énergie nécessaire pour déplacer la charge utile. En effet, les deux auteurs n’ont pu recueillir ni la charge utile, ni la vitesse de croisière des véhicules étudiés.
De ce fait, ce graphique n’accorde pas d’avantage à un emport accru de fret ou de passagers en cela qu’un véhicule mal conçu dont la structure serait 1 000 kg trop lourde et qui, pour compenser ce surpoids, emporterait dix passagers de moins (avec leur bagages) aurait la même finesse généralisée sur le graphique ci-contre qu’un véhicule mieux conçu et emportant dix passagers de plus.
Trancossi convient d'ailleurs que même ce concept de finesse généralisée ne rend pas compte de tous les coûts induits par un transport (à titre d'exemple, pour le transport par rail comptent beaucoup le coût de construction du matériel ferroviaire, des voies, des gares, ainsi que leur entretien, démantèlement et le recyclage de leurs matériaux en fin de vie),.
Pour ces différentes raisons, ce diagramme ne donne aucune indication directe sur la consommation par personne transportée (voir Voyageur-kilomètre).
Il y a lieu, de plus, de s'informer sur la nature de l'énergie, à savoir s'il s'agit d'énergie primaire ou finale, en particulier dans le cas des véhicules électriques (voir Taux de retour énergétique).

## Intérêt
La résistance spécifique (ou son inverse) est représentée en fonction de la vitesse, car cette dernière joue un rôle prépondérant dans sa valeur (voir diagramme).
Dans le diagramme ci-dessus, le rapport Poids total / Traînée maximale est appelé finesse, sur le modèle de ce qui se fait en aviation. Ce rapport représente le rendement de chacun des modes de transport considérés.
Le graphique (mis à jour en 2004) montre la meilleure efficacité des trains et des navires de commerce par rapport aux voitures et aux avions.
Au vu du même diagramme, il apparaît que les courbes de la finesse totale des « navires marchands », « transbordeurs » et « bateaux de croisière en nombre » sont dans le prolongement l'une de l'autre. En outre, pour un même mode de transport (les trains, par exemple), l'accroissement de la vitesse fait chuter la finesse (du fait de l'accroissement de la traînée aérodynamique). Ce phénomène existe aussi pour les avions, la finesse du Concorde étant dramatiquement faible. Enfin, la finesse d'un TGV Duplex est, en ordre de grandeur, quatre fois plus grande que celle des avions commerciaux[réf. souhaitée].